# Saulnes
Saulnes är en kommun i departementet Meurthe-et-Moselle i regionen Grand Est (tidigare regionen Lorraine) i nordöstra Frankrike. Kommunen ligger i kantonen Herserange som tillhör arrondissementet Briey. År 2022 hade Saulnes 2 261 invånare.

## Befolkningsutveckling
Antalet invånare i kommunen Saulnes
| Referens: INSEE |